# Héctor Bidoglio
Héctor Pablo Bidoglio (Rosario, 5 febbraio 1968) è un allenatore di calcio ed ex calciatore argentino, di ruolo centrocampista.

## Carriera

### Giocatore

#### Club
In carriera ha totalizzato complessivamente 28 presenze e 2 gol in Coppa Libertadores.

#### Nazionale
Ha partecipato alla Coppa America del 1999.

## Statistiche

### Statistiche da allenatore
Statistiche aggiornate al 20 settembre 2023.
| Stagione            | Squadra            | Campionato      | Campionato | Campionato | Campionato | Campionato | Coppe nazionali | Coppe nazionali | Coppe nazionali | Coppe nazionali | Coppe nazionali | Coppe continentali | Coppe continentali | Coppe continentali | Coppe continentali | Coppe continentali | Altre coppe | Altre coppe | Altre coppe | Altre coppe | Altre coppe | Totale | Totale | Totale | Totale | % Vittorie | Piazzamento |
| Stagione            | Squadra            | Comp            | G          | V          | N          | P          | Comp            | G               | V               | N               | P               | Comp               | G                  | V                  | N                  | P                  | Comp        | G           | V           | N           | P           | G      | V      | N      | P      | %          | Piazzamento |
| ------------------- | ------------------ | --------------- | ---------- | ---------- | ---------- | ---------- | --------------- | --------------- | --------------- | --------------- | --------------- | ------------------ | ------------------ | ------------------ | ------------------ | ------------------ | ----------- | ----------- | ----------- | ----------- | ----------- | ------ | ------ | ------ | ------ | ---------- | ----------- |
| dic. 2018-apr. 2019 | Newell's Old Boys  | PD              | 12         | 4          | 5          | 3          | CA              | 1               | 0               | 0               | 1               | -                  | -                  | -                  | -                  | -                  | CdS         | 2           | 1           | 0           | 1           | 15     | 5      | 5      | 5      | 33,33      | Sub, 15°    |
| 2020                | Univ. San Martín   | L1              | 19+9       | 5+5        | 6+1        | 8+3        | -               | -               | -               | -               | -               | -                  | -                  | -                  | -                  | -                  | -           | -           | -           | -           | -           | 28     | 10     | 7      | 11     | 35,71      | 16°, 2°     |
| mar.-nov. 2021      | Aucas              | A               | 26         | 9          | 8          | 9          | -               | -               | -               | -               | -               | CS                 | 8                  | 4                  | 0                  | 4                  | -           | -           | -           | -           | -           | 34     | 13     | 8      | 13     | 38,24      | Sub, 8°     |
| feb.-apr. 2022      | Aucas              | A               | 8          | 2          | 4          | 2          | -               | -               | -               | -               | -               | -                  | -                  | -                  | -                  | -                  | -           | -           | -           | -           | -           | 8      | 2      | 4      | 2      | 25,00      | Eson        |
| Totale Aucas        | Totale Aucas       | Totale Aucas    | 34         | 11         | 12         | 11         |                 | -               | -               | -               | -               |                    | 8                  | 4                  | 0                  | 4                  |             | -           | -           | -           | -           | 42     | 15     | 12     | 15     | 35,71      |             |
| ago.-nov. 2022      | Johor Darul Ta'zim | SL              | 10         | 7          | 3          | 0          | FACup+MC        | 2+7             | 2+7             | 0+0             | 0+0             | ACL                | 1                  | 0                  | 0                  | 1                  | -           | -           | -           | -           | -           | 20     | 16     | 3      | 1      | 80,00      | Sub, 1°     |
| 2024                | Johor Darul Ta'zim | SL              | 11         | 10         | 1          | 0          | FACup+MC        | 6+0             | 6+0             | 0+0             | 0+0             | ACL                | 3                  | 1                  | 1                  | 1                  | SM          | 1           | 1           | 0           | 0           | 21     | 18     | 2      | 1      | 85,71      |             |
| Totale Johor        | Totale Johor       | Totale Johor    | 21         | 17         | 4          | 0          |                 | 15              | 15              | 0               | 0               |                    | 4                  | 1                  | 1                  | 2                  |             | 1           | 1           | 0           | 0           | 41     | 34     | 5      | 2      | 82,93      |             |
| Totale carriera     | Totale carriera    | Totale carriera | 95         | 42         | 28         | 25         |                 | 16              | 15              | 0               | 1               |                    | 12                 | 5                  | 1                  | 6                  |             | 3           | 2           | 0           | 1           | 126    | 64     | 29     | 33     | 50,79      |             |

## Palmarès

### Giocatore

#### Competizioni nazionali
- Campionato venezuelano: 1

Minervén: 1995-1996